# Onthophagus piffli
Onthophagus piffli es una especie de insecto del género Onthophagus, familia Scarabaeidae, orden Coleoptera.

Fue descrita científicamente por Petrovitz en 1961.